# 신동

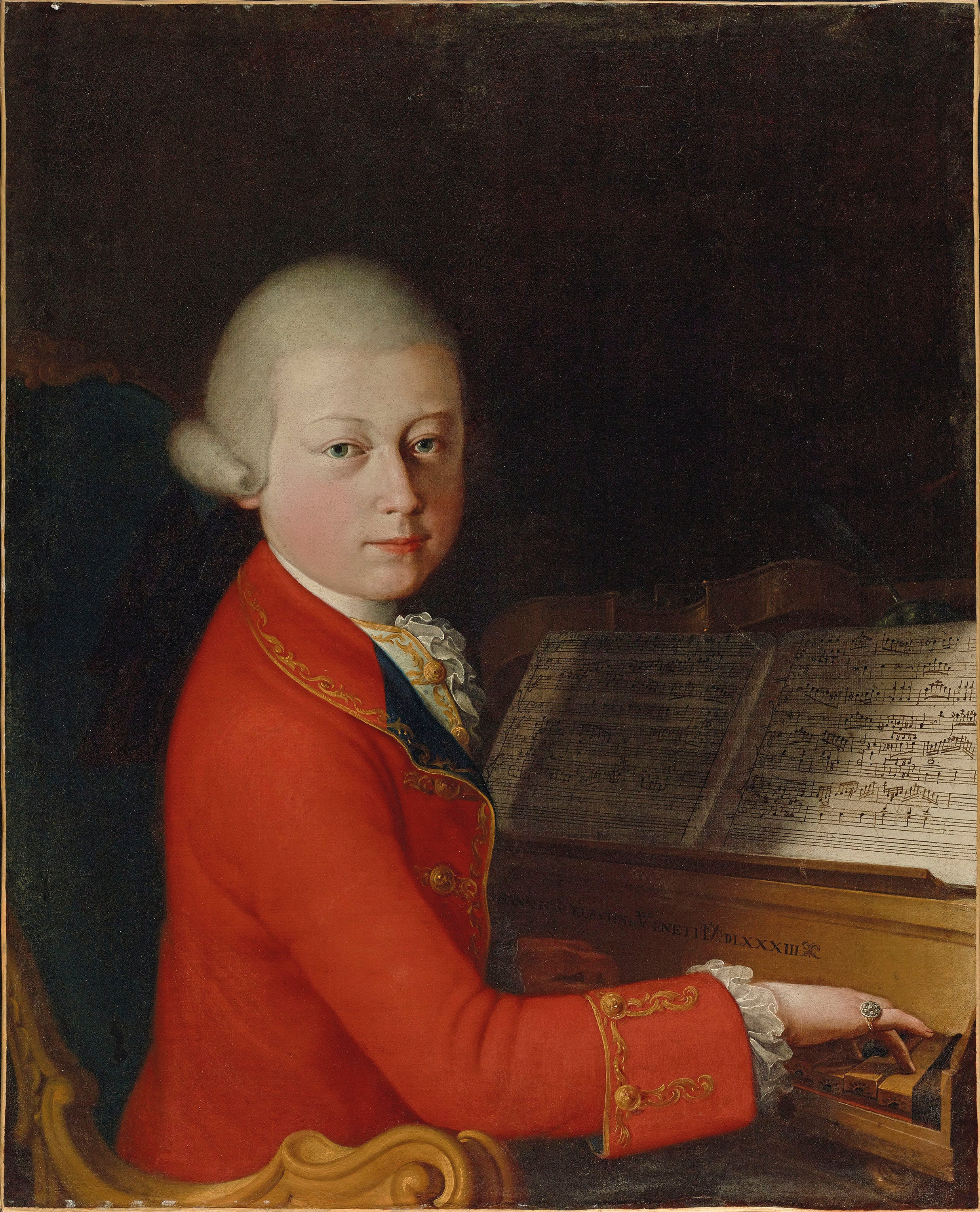
잘 알려진 신동인 볼프강 아마데우스 모차르트는 5세에 작곡을 시작했다.

신동(神童, child prodigy)은 기술적으로 특정 분야에서 성인 전문가 수준의 의미 있는 작업을 만들어내는 10세 미만의 어린이를 말한다. 이 용어는 특정 분야에서 비범한 재능을 가진 젊은 사람들을 설명하는 데 더 넓게 적용되기도 한다.
분더킨트(독일어 Wunderkind, 문자 그대로 "경이로운 아이")라는 용어는 특히 미디어에서 신동의 동의어로 사용되기도 한다. 분더킨트는 성인 경력 초기에 성공과 명성을 얻은 사람들을 인정하는 데도 사용된다.
일반적으로 모든 분야의 신동은 비교적 높은 IQ, 비범한 기억, 그리고 세부 사항에 대한 뛰어난 주의력을 가진 것으로 알려져 있다. 중요한 것은 수학 및 물리학 신동은 IQ가 더 높을 수 있지만, 이는 예술 신동에게는 방해가 될 수 있다는 점이다.

## 예시

### 체스 신동

#### 의도적인 연습
K. 안데르스 에릭손은 체스 신동의 뛰어난 성과에 있어 타고난 재능보다는 의도적인 연습의 기여를 강조했다. 의도적인 연습은 에너지를 소모하며 실수를 고치기 위한 주의를 요한다. 신동들은 의도적인 연습에 대한 강한 헌신으로 일찍부터 정식 체스 훈련을 시작하기 때문에, 뛰어난 성과를 위한 충분한 의도적인 연습을 축적할 수 있다. 따라서 이 프레임워크는 체스 신동에 대한 논리적으로 합리적인 정당화를 제공한다. 그러나 비슷한 양의 연습을 하더라도 의도적인 연습의 질, 체스에 대한 관심 등 다른 요인들 때문에 아이들은 성과에 차이를 보인다.

#### 지능과 체스 실력
체스 신동은 일반 어린이보다 IQ가 더 높을 수 있다. 신동의 체스 실력과 지능 사이의 이러한 긍정적인 연결은 유동적 추론, 공간 처리, 세부 사항에 대한 주의력, 시각 운동 통합과 관련된 "성능 지능"에서 특히 중요하며, 단어로 구성된 개념을 이해하고 추론하는 능력과 관련된 "언어 지능"에서는 가장 덜 중요하다. 그러나 이러한 긍정적인 연결은 성인 전문가들 사이에서는 나타나지 않는다. 놀랍게도, 체스 신동 표본에서는 더 똑똑한 아이들이 체스를 더 못했다. 이는 더 똑똑한 체스 실력이 연습 시간이 적은 결과로 간주된다.

#### 연습-신경가소성-과정 모델
연습-신경가소성-과정(PPP) 모델은 연습 극단론과 타고난 재능 극단론을 통합하여 체스 신동의 존재를 설명하기 위해 제안되었다. 의도적인 연습 외에도 신경가소성은 체스 기술에 필수적인 체스 휴리스틱(예: 간단한 검색 기술 및 "중앙 차지"와 같은 추상적 규칙), 청크(예: 특정 사각형에 위치한 조각들의 그룹), 및 템플릿(예: 익숙한 복합 청크 패턴) 개발에 중요한 또 다른 구성 요소로 확인되었다. 뇌가 더 유연할수록 청크, 템플릿, 휴리스틱을 더 쉽게 습득하여 더 나은 성능을 낼 수 있다. 반면에 뇌의 유전적 개인차는 이러한 기술을 학습하는 데 어린이에게 제한을 가한다.

### 음악 신동
음악 신동은 일반적으로 뛰어난 연주나 작곡에서 그들의 재능을 표현한다.
다요인 유전자-환경 상호작용 모델은 음악 신동을 설명하는 데 충분한 연습, 특정 성격 특성, 높은 IQ, 뛰어난 작업 기억의 역할을 통합한다. 이 모델을 시험하기 위해 현재 및 과거의 신동을 일반인 및 나중에 재능을 보이거나 훈련받은 음악가와 비교한 연구가 있었다. 이 연구는 신동들이 IQ, 작업 기억, 특정 성격 면에서 뛰어난 성과를 보이지 않는다는 것을 발견했다. 이 연구는 또한 뇌가 더 유연한 어린 시절에 자주 연습하는 것의 중요성을 강조한다. 연습의 질과 부모의 투자 외에도 연습 중 몰입 경험은 음악 신동에게 효율적이고 충분한 연습을 위해 중요하다. 연습은 높은 수준의 집중을 요구하며, 이는 일반적으로 어린이에게는 어렵지만, 몰입은 이러한 집중적인 작업을 보장하기 위해 연습의 본질적인 즐거움을 제공할 수 있다.

## 신동의 기억 용량
몇몇 수학 신동에게 실시된 PET 스캔은 그들이 장기 작업 기억(LTWM)의 관점에서 생각한다는 것을 시사했다. 이 기억은 전문 분야에 특화되어 있으며, 관련 정보를 보통 몇 시간 동안 장기간 보관할 수 있다. 예를 들어, 숙련된 웨이터는 손님을 서빙하는 동안 최대 20명의 주문을 머릿속에 담을 수 있었지만, 숫자 순서 인식에서는 평균적인 사람과 비슷한 성능을 보였다. PET 스캔은 또한 뇌의 특정 영역이 숫자 조작과 관련되는지에 대한 질문에 답한다.
한 피험자는 어릴 때 수학에 뛰어나지 않았지만, 계산 속도를 위한 알고리즘과 요령을 스스로 익혀 매우 복잡한 암산을 할 수 있게 되었다. 그의 뇌는 다른 여섯 명의 대조군과 비교하여 PET 스캔을 통해 연구되었으며, 복잡한 문제를 해결하기 위해 그가 조작한 뇌의 별도 영역들을 보여주었다. 그와 아마도 신동들이 사용하는 영역 중 일부는 시각 및 공간 기억과 시각적 심상을 다루는 뇌 영역이다. 뇌의 다른 영역들도 피험자에 의해 사용되었는데, 여기에는 일반적으로 어린 시절의 "손가락 세기"와 관련된 뇌 영역이 포함되어 있으며, 아마도 그의 마음속에서 숫자를 시각 겉질과 연결하는 데 사용되었을 것이다.
이 발견은 이 계산 신동의 내성적 보고서와 일치한다. 이 보고서는 그가 LTWM에서 숫자 정보를 인코딩하고 검색하기 위해 시각 이미지를 사용했다고 밝히고 있다. 복잡한 수학 문제에서 일반인이 사용하는 단기 기억 전략에 비해, 인코딩 및 검색 일화 기억 전략이 더 효율적일 것이다. 신동은 이 두 전략을 전환할 수 있으며, 이는 장기 기억의 저장 및 검색 시간을 줄이고 단기 기억의 제한된 용량을 우회한다. 결과적으로 그들은 장기 작업 기억에서 특정 정보(예: 계산 중의 중간 답변)를 더 정확하고 효과적으로 인코딩하고 검색할 수 있다.
비슷한 전략이 암산에 능통한 신동들에게서 발견되었다. 물리적 주판의 구슬 위치는 신동들이 복잡한 계산을 해결하기 위한 각 자릿수의 시각적 대리자 역할을 한다. 이 일대일 대응 구조는 계산 중에 장기 작업 기억에서 자릿수를 빠르게 인코딩하고 검색할 수 있게 해준다. fMRI 스캔은 통제군과 비교하여 주판 암산 훈련을 받은 중국 어린이의 시각 처리와 관련된 뇌 영역이 더 강하게 활성화되는 것을 보여주었다. 이는 주판 암산에서 시공간 정보 처리 및 시각 운동 상상력에 대한 더 큰 요구를 나타낼 수 있다. 또한, 오른쪽 중간 전두엽 이랑 활성화는 신동의 주판 암산과 시공간 작업 기억 사이의 신경해부학적 연결로 제안된다. 이러한 활성화는 주판 기반 암산과 시공간 작업 기억 사이의 상관관계에 대한 매개 효과를 수행한다. 어린이의 작업 기억 성능에 대한 훈련 유도 신경가소성이 제안된다. 독일 계산 신동을 조사한 연구에서도 뛰어난 계산 능력에 대한 유사한 이유를 제안했다. 뛰어난 작업 기억 용량과 광범위한 연습으로 인한 신경가소적 변화는 이 영역별 기술을 향상시키는 데 필수적일 것이다.

## 작업 기억/소뇌 이론
"어머니께서는 제가 고등학교를 마치고 대학에 먼저 가야 한다고 말씀하셨어요."
소뇌가 모든 사고 과정의 속도와 효율성을 간소화하는 역할을 한다는 점에 주목하면서, Vandervert는 작업 기억과 소뇌의 인지 기능의 협력이라는 관점에서 신동의 능력을 설명했다. 광범위한 영상 증거를 인용하면서, Vandervert는 2003년에 발표된 두 편의 논문에서 이 접근법을 처음 제안했다. 영상 증거 외에도 Vandervert의 접근법은 마사오 이토의 소뇌에 대한 상당한 수상 연구에 의해 뒷받침된다.
Vandervert는 신동의 경우 시각-공간 작업 기억에서 다른 형태의 사고(언어, 예술, 수학)로의 전환이 신동의 독특한 감정적 성향과 소뇌의 인지 기능에 의해 가속화된다는 광범위한 주장을 제공했다. Vandervert에 따르면, 감정에 의해 움직이는 신동("대가적 열정"으로 흔히 관찰됨)의 경우 소뇌는 시각-공간 콘텐츠를 언어습득 및 언어적, 수학적, 예술적 조숙성으로 조작하고 분해/재구성하는 과정에서 작업 기억의 효율성을 가속화한다.
본질적으로, Vandervert는 아이가 도전적인 새로운 상황에 직면할 때, 시각-공간 작업 기억과 언어 관련 및 기타 표기 체계 관련 작업 기억이 소뇌에 의해 분해되고 재구성(분할)된 다음, 새로운 상황에 대처하기 위해 대뇌 피질에서 혼합된다고 주장했다. 신동의 경우, Vandervert는 이 혼합 과정이 그들의 독특한 감정적 민감성으로 인해 가속화된다고 믿으며, 이는 대부분의 경우 특정 규칙 지배적 지식 영역에 대한 높은 수준의 반복적인 집중으로 이어진다. 그는 또한 신동이 약 10,000년 전, 즉 규칙 지배적 지식이 상당한 수준으로 축적되었을 때, 아마도 괴베클리 테페 또는 키프로스의 농업-종교 정착지에서 처음 나타나기 시작했다고 주장했다.

## 발달

### 본성 대 양육
일부 연구자들은 비범한 재능이 아동의 타고난 재능과 아동이 감수하는 에너지 및 정서적 투자로 인해 발생하는 경향이 있다고 믿는다. 다른 이들은 환경이 지배적인 역할을 한다고 믿으며, 이는 여러 번 명백한 방식으로 나타난다. 예를 들어, 라스즐로 폴가르(László Polgár)는 자신의 아이들을 체스 선수로 키우기로 결심했고, 그의 세 딸 모두 세계적인 선수(두 명은 그랜드마스터)가 되었다. 이는 아동의 에너지가 향할 방향을 결정하는 데 아동의 환경이 얼마나 강력한 영향을 미칠 수 있는지 강조하며, 적절한 훈련을 통해 믿을 수 없을 정도의 기술이 개발될 수 있음을 보여준다.

### 우연 이론
우연 이론은 본성 대 양육에 대한 논의의 연속선상에서 신동의 발달을 설명한다. 이 이론은 다양한 요소의 통합이 인간 잠재력의 발달과 표현에 역할을 한다고 주장하며, 여기에는 다음이 포함된다.
- 생물학적 특성 (예: 음악 신동의 절대 음감과 같이 재능을 수반하는 신체적 특징 및 한계)
- 개별 심리적 특성 (예: 인내심, 끈기, 세부 사항에 대한 주의)
- 중간 맥락 (예: 가족 구조 및 전통)
- 문화적 영향 (예: 체스의 전문화 또는 컴퓨터의 학습 도구 등장으로 인한 체스 신동 수 증가)
- 역사적 및 정치적 맥락 (예: 특정 종교적 배경을 가진 소녀들이 음악이나 다른 예술 분야에서 훈련을 받지 못할 수 있음)
- 분야 및 주변 환경 (예: 뛰어난 기술을 가진 어린이가 해당 분야의 번성하는 환경에서 태어났는지 여부)

### 늦은 발달
어린 시절의 비범함이 성인기까지 항상 유지되는 것은 아니다. 일부 연구자들은 영재들이 노력 부족으로 인해 뒤처진다는 것을 발견했다. 샌프란시스코 대학교의 짐 테일러 교수는 영재들이 어릴 때 거의 또는 전혀 노력 없이 성공을 경험하기 때문에 성공에 대한 소유감을 개발하지 못할 수 있다고 이론화한다. 따라서 이 아이들은 노력과 결과 사이의 연관성을 개발하지 못할 수도 있다. 어떤 아이들은 미래에도 노력 없이 성공할 수 있다고 믿을 수도 있다. 플로리다 주립 대학교의 앤더스 에릭슨 교수는 스포츠, 음악, 수학 및 기타 활동에서 전문가의 성과를 연구한다. 그의 연구 결과는 어린 시절의 비범함이 나중의 성공을 나타내는 강한 지표가 아니라는 것을 보여준다. 오히려 활동에 할애한 시간의 양이 더 나은 지표였다.

로즈메리 칼라드-줄기트와 다른 교육자들은 똑똑한 아이들의 완벽주의 문제에 대해 광범위하게 글을 썼으며, 이를 그들의 "최고의 사회-정서적 특성"이라고 불렀다. 영재들은 심지어 사소한 불완전함도 실패와 연관시키기 때문에 개인 생활에서도 노력하는 것을 두려워하며, 극단적인 경우에는 사실상 무기력해진다.

## 자폐와의 연관성
신동의 가계도에는 자폐증 친척의 과도한 표현이 발견되었다. 신동과 자폐증의 1차 친척 모두에게서 자폐증 스펙트럼 지수(AQ)에 자폐증 특성이 보고되었는데, 이는 일반적인 유병률보다 높았다.
일부 자폐증 특성은 신동들 사이에서 발견될 수 있다. 첫째, 산수 신동의 사회적 기능은 그들의 산수 능력을 향상시키는 특정 뇌 영역(즉, 전두엽, 설상회 및 방추상회)의 더 큰 활성화로 인해 약할 수 있으며, 이는 사회적 및 정서적 기능에도 필수적이다. 신경망의 이러한 신경가소적 변화는 감정적인 얼굴 처리 및 복잡한 사회적 상호 작용의 정서적 평가 측면에서 그들의 사회적 수행을 조절할 수 있다. 그럼에도 불구하고, 이 감정적 또는 사회적 조절은 정신병리학적 수준에 도달해서는 안 된다. 또한, AQ의 전형적인 특성인 세부 사항에 대한 주의력은 아스퍼거 증후군을 가진 사람들을 포함한 일반인보다 신동들 사이에서 향상된다.

## 같이 보기
- 체스 신동
- 천재
- 영재교육
- 과잉 조기 교육
- 영재
- 대기만성형
- 어린 음악 신동 목록
- 신동 목록
- 가상의 신동 목록
- 지능의 가변성
- 박식가
- 사반트 증후군

## 더 읽어보기
- Ellenberg, Jordan (2014년 5월 30일). 《The Wrong Way to Treat Child Geniuses》. 《Wall Street Journal》. 2014년 6월 1일에 확인함.
- Hulbert, Ann (2018). 《Off the Charts: The Hidden Lives and Lessons of American Child Prodigies》. Knopf. ISBN 978-1101947296.
- 《How working memory and the cerebellum collaborate to produce creativity and innovation》 (PDF). 《Creativity Research Journal》.
- Robinson, Andrew (2010). 《Sudden Genius?: The Gradual Path to Creative Breakthroughs》. Oxford: Oxford University Press. ISBN 978-0-19-956995-3.